# 장보고급 잠수함
장보고급 잠수함(張保皐/張寶高級 潛水艦)은 잠수함급으로 분류되는 대한민국 최초의 잠수함으로, 독일의 209급 잠수함을 도입한 것이다. 1987년 최초 3척이 주문되었는데, 1척은 독일 HDW에서 건조되고 2척은 옥포대우조선소에서 건조되었다. 건조용 소요 부품은 독일에서 수송되었다.
Type 1200 형은 독일이 터키해군에 공급한 유형과 매우 유사하다. 대부분 Atlas Electronik 탐지기와 STN 어뢰를 탑재한 것이다. 최대 잠수깊이는 250m이며 수동형 견인 어레이가 부착된다.
3,800 마력의 MTU 12V 396 SE 디젤 기관 4기가 탑재되어 있고, 각 기관 마다 발전기가 장착되 4기의 발전기로 축전지를 충전시키며, 축전지로 움직이는 모터 1대가 저소음 침투시 이용된다. SSM이 탑재되어있고, SUT 어뢰와 K-731를 발사할 수 있는 21인치(533mm) 함수 발사관 8개를 가지고 있다. 어뢰 대신 28개의 K-721 기뢰를 장착할 수 있고, Atlas Electronik CSU 83 음파탐지기를 장착하고 있다.

## 동급 잠수함 목록
| 함명   | 함번   | 진수       | 인수       | 취역       | 제조사       |
| ------ | ------ | ---------- | ---------- | ---------- | ------------ |
| 장보고 | SS-061 | 1991-09-12 | 1992-10-14 | 1993-06-01 | HDW          |
| 이천   | SS-062 | 1992-10-12 | 1994-04-30 | 1994-05-20 | 대우조선해양 |
| 최무선 | SS-063 | 1993-08-07 | 1995-02-27 | 1995-02-28 | 대우조선해양 |
| 박위   | SS-065 | 1994-05-21 | 1995-08-30 | 1995-08-31 | 대우조선해양 |
| 이종무 | SS-066 | 1995-05-17 | 1996-08-30 | 1996-08-31 | 대우조선해양 |
| 정운   | SS-067 | 1996-05-07 | 1997-08-29 | 1997-08-30 | 대우조선해양 |
| 이순신 | SS-068 | 1998-05-21 | 2000-01-31 | 2000-02-01 | 대우조선해양 |
| 나대용 | SS-069 | 1999-06-09 | 2000-11-30 | 2000-12-01 | 대우조선해양 |
| 이억기 | SS-071 | 2000-05-26 | 2001-11-30 | 2001-12-01 | 대우조선해양 |

## 림팩 훈련

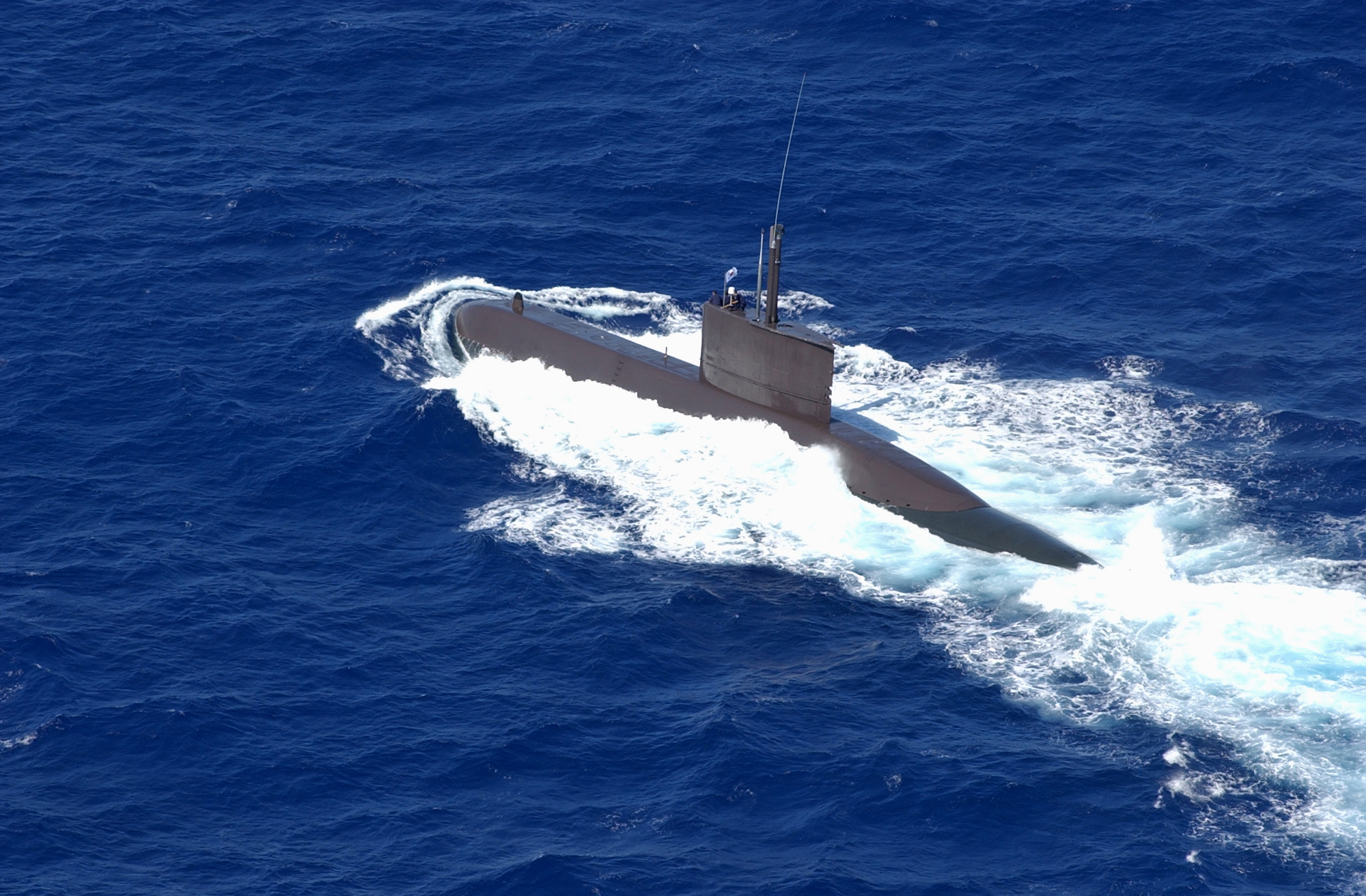
림팩 2002 훈련에 참가하여, 하푼미사일을 발사한 후 부상한 SS-69 나대용함

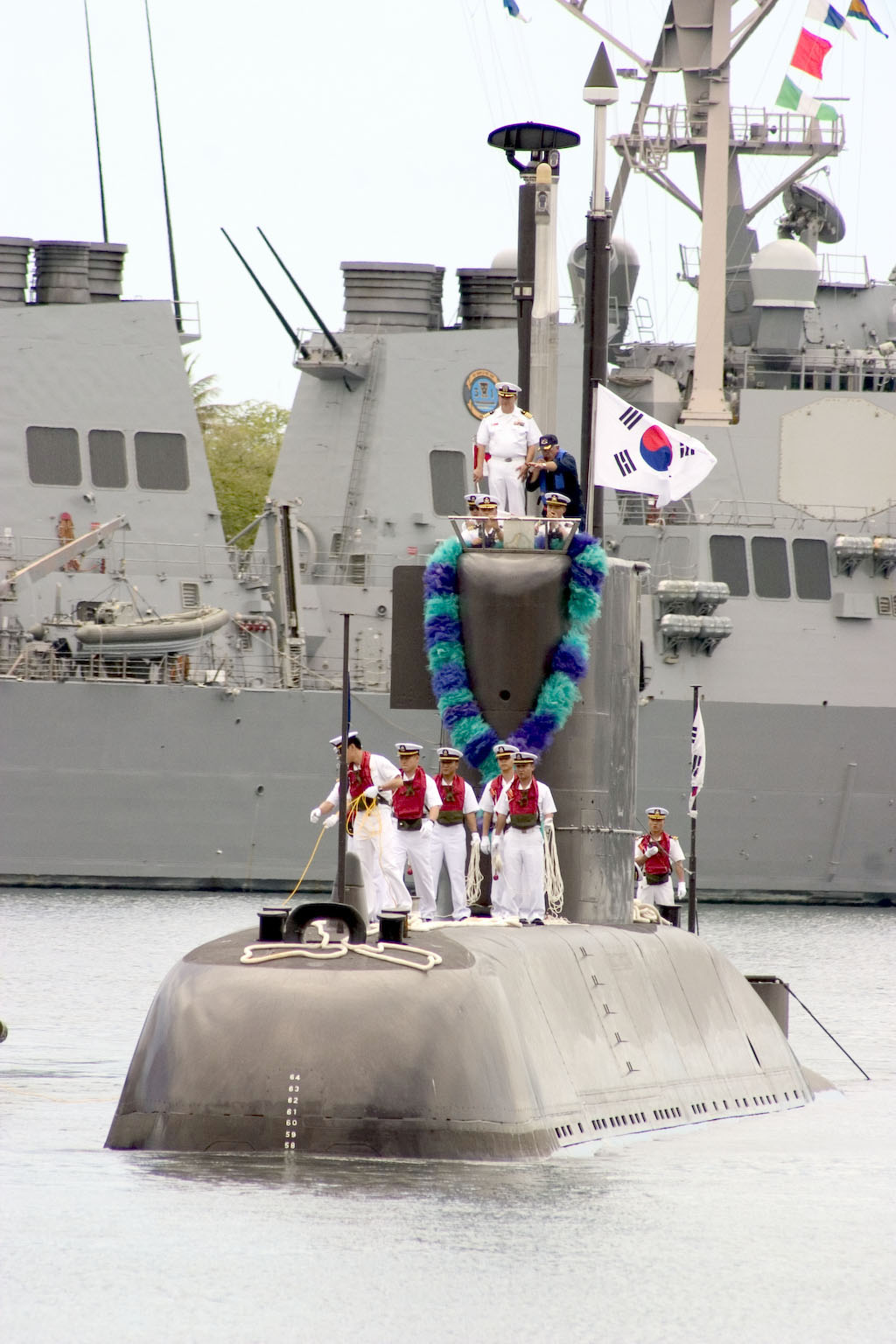
림팩 2006 훈련에 참가한 SS-67 정운함

1번함 이름이 장보고함이기에, 장보고급 잠수함이라고 불린다. 한국군이 보유한 HDW사의 209-1200형인 장보고급은 동급 209급과 달리 장보고급으로 분류되는 경우가 많은데 초기 도입비용이 1억불에서 2억불 이상으로 올라가면서 각종 소음대책과 장비의 추가가 이루어지면서 소음 레벨에서는 209 시리즈중 최고급으로 설정되었기 때문이다. 일본의 최신 잠수함인 오야시오급 잠수함도 1 km 이내로 접근한 장보고급을 겨우 발견할 정도였으며 이때 역시 한국 잠수함이 급기동으로 존재를 알리는 바람에 오야시오에서 탐색이 가능했다고 한다.
손원일급 잠수함도 8문의 533mm 어뢰발사관을 사용하는데, 한국은 손원일함에는 천룡 순항 미사일을 탑재할 것이라는 보도가 있었다. 그러나 장보고함에 천룡을 탑재한다는 보도는 없었다.
- SS-061 장보고
  - 림팩 2004에서 미국 존 스테니스 항공모함을 포함한 미국 해군 이지스 순양함 2척, 미국 해군 이지스 구축함 2척, 일본 해상자위대 구축함 4척, 한국 해군 구축함 2척 전원을 가상 어뢰공격하고 한 번도 탐지되지 않음
  - 림팩 2004에서 가상적 함정 중 오직 LA급 잠수함 2척만 공격 못함[3]
- 이천함 (SS-062)
  - 림팩 1999에서 12,000톤급 미국 퇴역 순양함 오클라호마시티호를 어뢰 한발에 격침.원 샷,원 힛,원 킬(One Shot,One hit,One kill)이라는 칭호를 얻음
- 박위함 (SS-065)
  - 1997년 키노트-4훈련에서 총 10척 가상격침
  - 림팩 2000에서 11척 96,000톤을 가상 격침.
  - 림팩 2000에서 유일하게 최후까지 생존.
  - 림팩 2000에서 한국 해군 잠수함 최장 항해 기록. 진해에서 하와이까지 왕복 30,000 km를 항해.
- 이종무함(SS-066)
  - 림팩 98에 한국 잠수함 최초로 참가하여 총 13척 150,000톤의 함정을 가상 격침했으며, 미국 핵추진잠수함 카메하메함(8,300톤)포함
  - 한국 잠수함 유일한 피탐지 기록. 가상적 P-3C 오라이온에 5분간 탐지되었다 도주하여 공격받지는 않음.
- 이순신함(SS-068) - 하푼 미사일 발사가능
  - 림팩 2008에서 하푼 잠대함 미사일 발사 성공
  - 100만 마일 항해 무사고 달성
- 나대용함(SS-069) - 하푼 미사일 발사가능
  - 림팩 2002에서 해군 최초로 하푼 잠대함 미사일을 발사하여 60 km 떨어진 곳에 있는 목표물을 명중.
  - 림팩 2002에 참가하여 총 10척 100,000톤의 함정을 가상 격침.
- 이억기함(SS-071) - 하푼 미사일 발사가능
  - 림팩 2010에 참가하여 총 11회 공격 성공

어뢰는 AEG사의 SUT Mod2 어뢰와 LG정밀의 K-731 백상어 어뢰를 사용한다. SUT 어뢰는 유선유도 방식이며, 백상어는 파이어 앤 포겟 방식이다.
어뢰 8발은 어뢰관에 장착되며, 6발은 탄약고에 보관된다. 탄약고에 16발을 저장할 수 있는 손원일함 보다 작다.
장보고급 잠수함에는 30명이 탑승하며, 장교 6~7명과 부사관으로 구성된다. 함장의 계급은 중령이다.

## 림팩 2004
장보고함은 림팩 2004에 처음으로 참가했다. 황군 잠수함으로 참석, 청군 함대를 전멸시켰다. 미국 태평양 함대의 잠수함 사령관 설리반 소장은 “장보고함이 청군세력을 전멸(decimation)시킨 능력과 기술은 매우 인상적이었다”는 내용의 전문을 보내왔다.
청군 기함인 10만톤급 핵항모 존 C. 스테니스와 이를 호위하는 이지스 구축함 2척과 순양함 2척 등 30여 척을 격침하였다.
황군에는  대한민국의 장보고함,  일본의 나루시오함.  오스트레일리아의 램킨함,  칠레의 심슨함의 4척의 재래식 잠수함과  미국의 LA급 핵추진 잠수함 1척, 그리고 미국의 수상함 4척이 편성되었다. 청군에는 스테니스 항모를 포함한 나머지 모든 수상함(총 15척)과 미국의 LA급 핵추진 잠수함 2척이 편성되었다. 청군에 속한 수상함은 모두 15척인데, 장보고함이 40번 이상 가상어뢰를 명중시켰다. 청군 소속의 4척의  일본 구축함도 모두 격침했다. 그러나, 청군 소속의 LA급 핵추진 잠수함 2척에는 가상어뢰를 명중시키지 못했다.
적함을 침몰시킬 수 있는 10km 이내로 접근하는 데 33차례나 성공했다.

### 미국 해군의 고틀란드급 잠수함 리스
2004년, 스웨덴 정부는 미국에 고틀란드급 잠수함의 1번함인 고틀란드함을 리스하였다. 스웨덴기를 달았으며, 스웨덴군이 지휘하고 조작했다. 1년간 대잠전 훈련에 리스되었다. 2004년 10월 이러한 요청을 받았으며, 2005년 3월 21일 양국 해군은 양해각서에 서명하였다.

리스는 2006년에 12개월간 연장되었다.

2007년 7월 고틀란드함은 샌디애고를 떠났다.

## 하와이 단독 잠항
장보고함은 1997년 50여일간 지속된 하와이 파견훈련때, 한국 해군 최초로 진해 기지에서 하와이까지 10,000마일, 18,000km를 단독 잠항하는 데 성공했다. 이러한 장거리를 단독 잠항은 잠수함 운용 40년 역사를 갖고 있는 일본에서조차 시도된 적이 없는 기록이다.

## 1만시간 잠항 성공
1991년 독일 HDW 조선소에서 건조된 장보고함은 1992년 10월 우리 해군에 인도돼 1993년 취역한 이후 지금까지 무사고로 1만시간(417일)을 잠항하는 데 성공했다. 물속에서 1만시간동안 이동한 거리는 지구를 2바퀴나 도는 거리에 해당하는 80,219km에 달한다.

## 인도네시아 수출
대우조선해양은 배수량 1,400톤인 장보고급 잠수함 3척의 인도네시아 입찰에서 단독 우선협상자로 확정되었다. 1조 2,000억원(11억달러) 규모로, 계약이 체결되어 한국 방산수출 단일계약 사상 가장 많은 금액이다.

### AIP
수출모델이 한국과 인도네시아가 현재 사용중인 209급 잠수함과 같은 것인지, AIP 연료전지를 장착한 것인지는 알려진 바 없다.
그러나 AIP 연료전지 디젤 잠수함이 최근 국제시장에서의 최첨단이며, 한국도 209급 잠수함을 개량하여 연료전지를 장착하는가가 논의된 적이 있으며, 대우조선해양은 AIP 잠수함인 손원일급 잠수함 4번함을 현재 건조중이다. 대우조선해양은 지식경제부가 추진중인 한국산 1메가와트급 선박용 연료전지 개발에도 참여중이다.
장보고급은 독일의 비AIP 디젤 잠수함 중 최신형 모델이다. 반면에 프랑스의 비AIP 디젤 잠수함 최신형은 스코르펜급 잠수함이다. 프랑스는 스코르펜급을 개량하여 프랑스제 AIP 시스템인 MESMA를 추가했다. 각 시스템의 가격은 6,000만달러(600억원)이다. MESMA를 추가하기 위해서 길이 8.3 m, 배수량 305 톤의 새로운 공간을 필요로 했으며, 그 결과 21일 이상의 잠수능력을 갖추었다.
독일도 AIP 209급 잠수함을 수출중이다. 기존 209급 잠수함을 AIP로 업그레이드하는 사업도 하고 있다. 최초의 AIP 업그레이드는 그리스의 포세이돈급 잠수함(Type 209/1200) 3척에 대한 넵튠2 업그레이드 프로그램이다. 이 업그레이드는 조종실 뒷부분을 절반 잘라내어 6 m를 추가하여, 120 kW 지멘스 AIP 시스템을 장착하는 것이다. 그리스가 214급 잠수함을 구매하기로 하여, 업그레이드가 중도에 취소되었으나, 최초의 Okeanos (S118) 잠수함은 업그레이드가 완료되었다.

## 하푼 미사일
SS-068 이순신, SS-069 나대용, SS-071 이억기함은 8문의 어뢰관 중 4문에서 하푼 미사일을 발사할 수 있으며, 6발을 재장전하여 모두 10발의 하푼 미사일을 발사할 수 있다.
2015년 11월 18일 미국 국무부는 1억 1,000만달러(약 1280억원)에 UGM-84L 하푼 블록 II 18발을 한국에 수출허가했다. 잠수함에서 함정이나 지상의 목표물을 공격할 수 있고, 사거리도 기존에 배치된 것보다 2배 늘어난 248km다. UGM-84L 하푼 블록 II는 장보고급 잠수함에도 탑재가 가능하다.
이스라엘은 미국의 잠수함용 하푼 미사일 100여발을 수입해, 독자 개발한 핵탄두를 장착해 돌핀급 잠수함에 탑재했다. 한국은 핵탄두가 없지만, 이스라엘의 사례를 참고하면, 장보고급 잠수함에서 10발의 하푼 핵미사일 공격이 가능하다.

## 연료전지
독일 지멘스 등은 장보고급 잠수함을 창정비 할 때, 연료전지를 탑재할 수 있다고 홍보한다. 그러나 한국 해군이 장보고급에 연료전지를 탑재할 계획이 있다는 보도는 없었다.

## 식수
장보고급 잠수함의 경우 출항전 충분한 물을 적재하지만 1주일정도 밖에 버티지 못하며 이후에는 조수기를 이용해 바닷물의 염분을 빼 마시게 된다. 하루 최대 생산량은 2,000L정도 밖에 되지 않는 양이다. 이 물의 양으로 승조원들이 모두 사용해야 하기 때문에 기관장의 샤워횟수와 시간단축은 물론 수염기르기 대회까지 개최하기도 한다.

## 같이 보기
- 손원일급 잠수함
- 209급 잠수함
- 214급 잠수함